# Augure - Ritorno alle origini
Augure - Ritorno alle origini (Augure; conosciuto anche col titolo Omen) è un film drammatico del 2023, scritto e diretto da Baloji, al suo esordio alla regia. 
Presentato, in anteprima mondiale, al Festival di Cannes 2023, il lungometraggio è stato premiato nella sezione Un Certain Regard.

## Trama
Koffi e Alice sono una felice coppia multietnica che vive da anni in Belgio. Quando i due decidono di sposarsi, il futuro consorte è intenzionato a tornare nella sua terra natia. La famiglia, tuttavia, lo accoglie con freddezza e distacco. Koffi è infatti considerato uno zabolo, un uomo cioè posseduto da un'entità maligna. 

## Produzione
L'esordio alla regia di Baloji è una co-produzione europea in collaborazione con società sudafricane e congolesi. 
La sceneggiatura, scritta sempre dal giovane artista, presenta molti riferimenti autobiografici. Al pari del protagonista, anche il cineasta ha avuto problemi familiari e ha deciso di trasferirsi in Belgio proprio per trovare una stabilità economica.
La maggior parte del lungometraggio è ambientato nella capitale della Repubblica Democratica del Congo. Le riprese sono iniziate ad aprile del 2022.

## Distribuzione
In Italia, il film è stato presentato al Torino Film Festival 2023 ed è uscito nelle sale cinematografiche il 18 aprile 2024. 

## Accoglienza
Il film è stato accolto positivamente da critica e pubblico. Sull'aggregatore Rotten Tomatoes detiene una media complessiva di 85% su 20 recensioni. Tra i giudizi più esemplificativi, la testata giornalistica The Indian Express considera l'esordio di Baloji «psichedelico e vivido».

## Riconoscimenti
- 2023 - Sitges - Festival internazionale del cinema fantastico della Catalogna
  - Miglior regia a Baloji
  - In concorso per il miglior film
- 2024 – Premio Magritte[12][13]
  - Migliore attrice non protagonista a Yves-Marina Gnahoua
  - Migliore fotografia a Joachim Philippe
  - Migliore colonna sonora a Baloji
  - Migliore scenografia a Eve Martin
  - Migliori costumi a Elke Hoste e Baloji
  - Candidatura per il miglior film
  - Candidatura per il miglior regista a Baloji
  - Candidatura per il migliore attore a Marc Zinga
  - Candidatura per la migliore attrice non protagonista a Lucie Debay
  - Candidatura per la migliore sceneggiatura originale a Baloji
  - Candidatura per la migliore opera prima
  - Candidatura per il miglior montaggio a Bruno Tracq e Bertrand Conard
  - Candidatura per il miglior sonoro a Jan Deca, Erik Griekspoor, Danny van Spreuwel e Vincent Nouaille